# Donne/Ti farò morire
Donne/Ti farò morire è il quarto 45 giri del cantante italiano Zucchero Fornaciari.

## Le canzoni
Entrambe le canzoni sono tratte dall'album Zucchero & The Randy Jackson Band del 1985.

### Donne
Donne è la canzone sul lato A, scritta da Alberto Salerno per il testo e da Zucchero per la musica.
Il brano, presentato al Festival di Sanremo 1985, si classifica al penultimo posto, ma ottiene un notevole successo radiofonico.
Nel 1995 il brano ha acquisito ulteriore popolarità grazie ad una cover eseguita a cappella dai Neri per Caso. Nonostante questa popolarità, il brano è stato via via abbandonato nelle esibizioni dal vivo del cantante in quanto, come da lui stesso raccontato, egli non si riconosce più nella leggerezza del testo. È stato rieseguito in alcune rare occasioni in versione acustica solo recentemente, dal Black Cat World Tour in poi.
Nel 1994 il brano viene inciso nuovamente dallo stesso Zucchero in lingua spagnola, con testo di Fito Páez e nuovo titolo: Chicas. Il brano ha raggiunto il terzo posto in classifica in Messico.

### Ti farò morire
Ti farò morire è la canzone sul lato B, scritta da Alberto Salerno e da Cheope per il testo e da Zucchero per la musica.

## Classifiche
| Classifica (1985-1994) | Posizione massima |
| ---------------------- | ----------------- |
| Italia                 | 29                |
| Messico                | 3                 |

### Classifiche di fine anno
| Classifica (1994) | Posizione |
| ----------------- | --------- |
| Messico           | 43        |

## Tracce
1. Donne – 3:37 (testo: Alberto Salerno – musica: Zucchero)
2. Ti farò morire – 4:03 (testo: Alberto Salerno, Cheope – musica: Zucchero)